# Miriam Christine
Miriam Christine Borg Warner (Santo Antônio do Descoberto, 30 giugno 1978) è una cantante maltese.
Ha rappresentato Malta all'Eurovision Song Contest 1996 con il brano In a Woman's Heart.

## Biografia
Nata in Brasile e cresciuta sull'isola maltese di Gozo, Miriam Christine ha partecipato a vari festival musicali maltesi nella sua adolescenza prima di prendere parte, nel 1996, a Malta Song for Europe, il processo di selezione del rappresentante eurovisivo maltese, proponendo il brano In a Woman's Heart e venendo scelta come vincitrice dalla giuria. Alla finale dell'Eurovision Song Contest 1996, che si è tenuta il 18 maggio a Oslo, si è piazzata al 10º posto su 23 partecipanti con 68 punti totalizzati. È stata la preferita dalle giurie di Croazia e Slovacchia, che le hanno assegnato il punteggio massimo di 12 punti. Dopo il contest la cantante ha proseguito la sua attività musicale, pubblicando tre album di inediti.

## Discografia

### Album
- 1998 - Smile and Shine
- 2002 - L'émigrant
- 2004 - Little Zee

### Singoli
- 1996 - In a Woman's Heart
- 2002 - Reptile Lover
- 2003 - Hold On
- 2004 - What We Really Mean
- 2004 - Hush
- 2004 - Synchrnised
- 2004 - Mystery Mama
- 2008 - Alone Today
- 2009 - Mama
- 2014 - Safe